# Sinfonía n.º 5 (Dvořák)

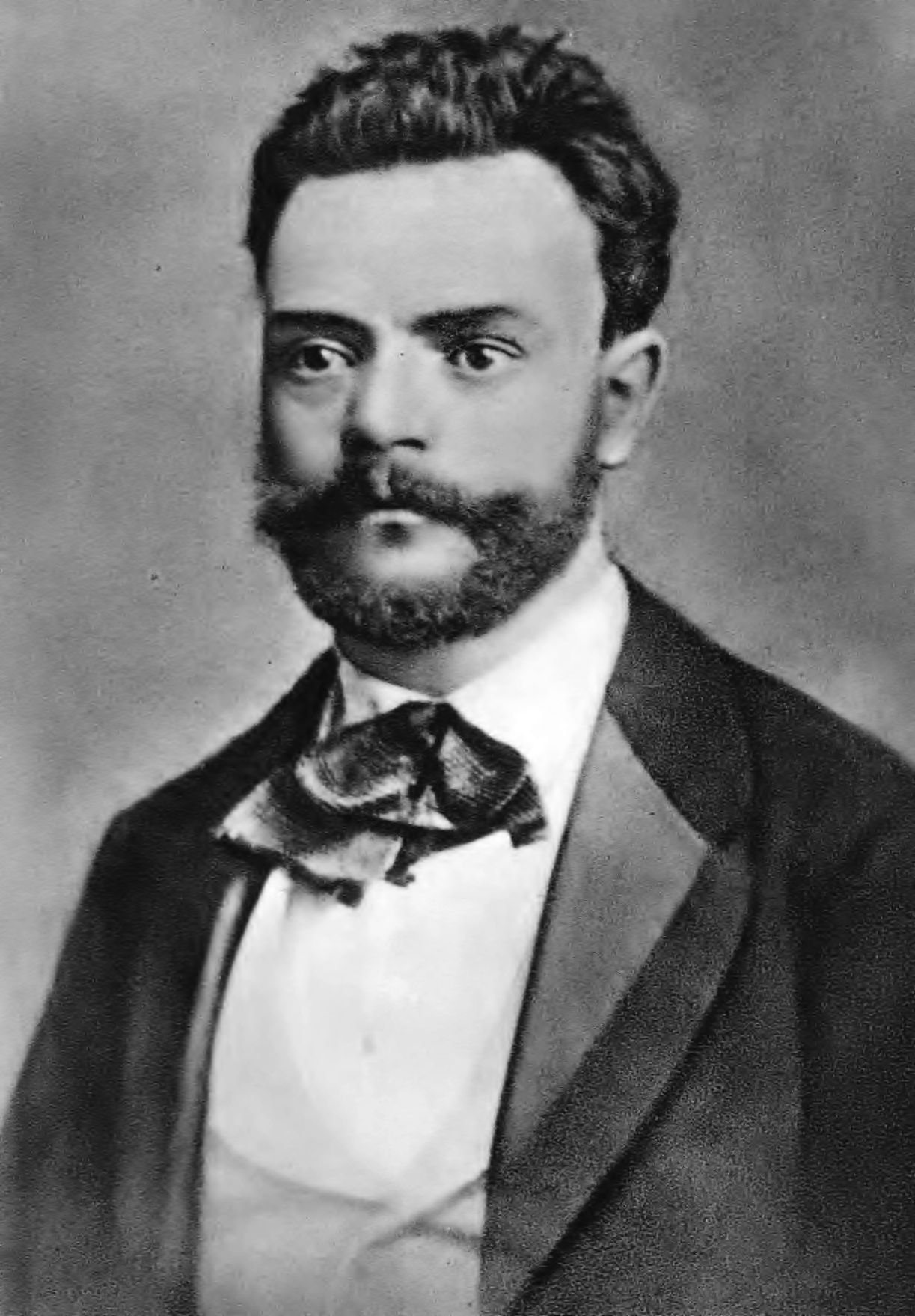
Dvořák en 1870.

La Sinfonía n.º 5 en fa mayor, Op. 76 / B. 54 fue compuesta por Antonín Dvořák en 1875. Posteriormente fue dedicada a Hans von Bülow, incansable defensor de la producción sinfónica del maestro checo.

## Historia

### Contexto

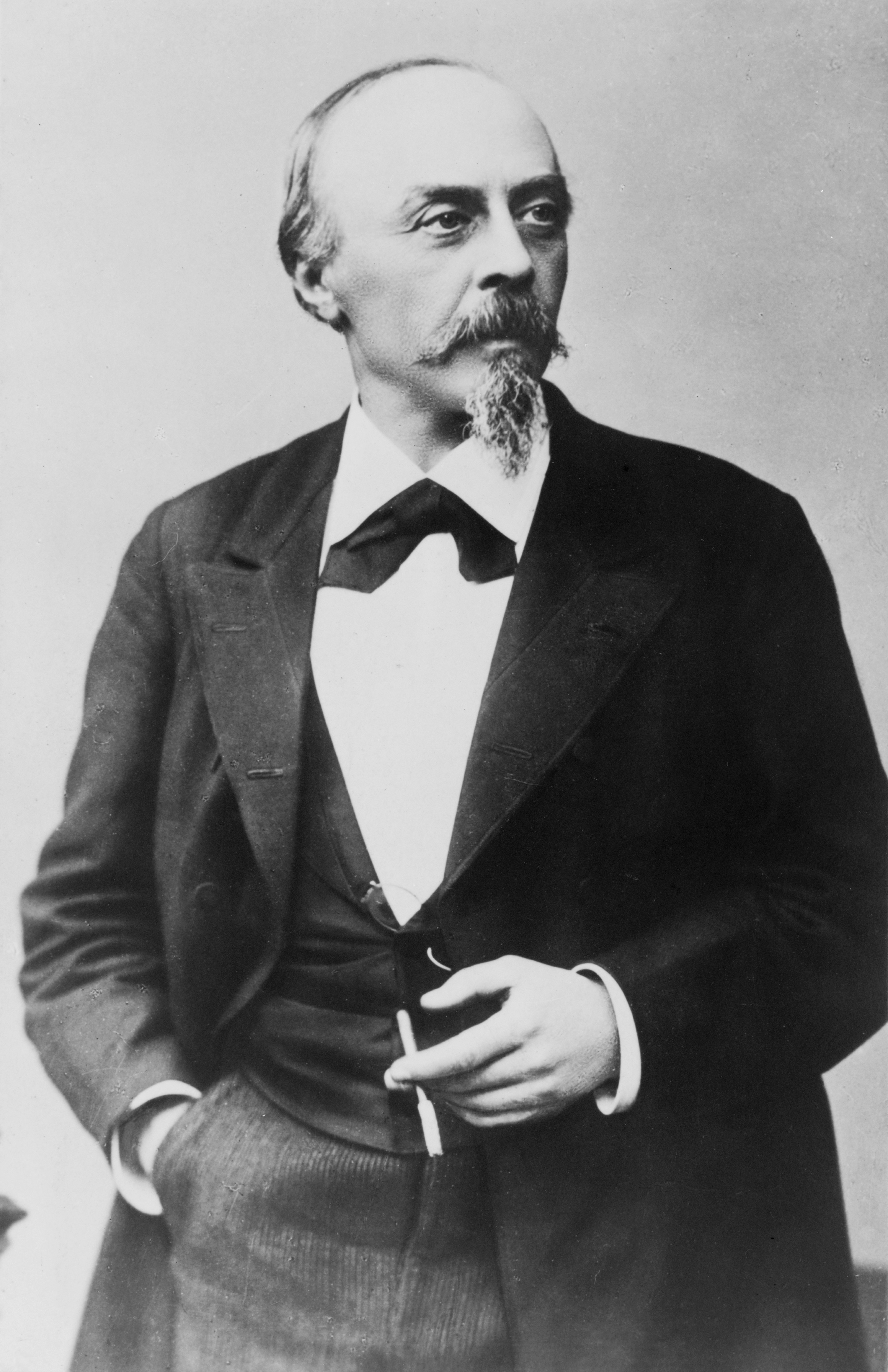
Hans von Bülow, dedicatario de la pieza.

Esta sinfonía debe su génesis a una serie de acontecimientos fortuitos en la vida del compositor. A los 32 años su amiga le comunicó que estaba embarazada y ambos se casaron precipitadamente. Ante las escasas perspectivas económicas, Dvořák hizo lo que haría cualquier compositor sin dinero de hoy en día: solicitó una subvención. Presentó un par de sinfonías tempranas y algo de música de cámara para que fueran consideradas para el Premio Estatal Austriaco. Los jueces de este concurso eran el eminente crítico musical Eduard Hanslick, el director de orquesta Johann von Herbeck y el compositor Johannes Brahms. Para su sorpresa, Dvořák impresionó al comité y recibió la subvención. Los imperativos inmediatos se cumplieron fácilmente: su hijo nació en una buena situación económica. Un efecto secundario inesperado y muy afortunado fue el acuerdo resultante con el editor de Brahms, Fritz Simrock.

### Composición
La composición de este opus se desarrolló entre el 15 de junio y el 23 de julio de 1875, cuando el compositor tenía 34 años. La completó en apenas seis semanas y representa un hito en el desarrollo del estilo individual del compositor ya que se suele considerar que marca el comienzo de la madurez musical de Dvořák y preludia un intenso y productivo periodo de trabajo. En 1887 la revisó para su publicación en 1888 y solamente realizó ligeros retoques en ella. 

### Estreno y publicación
El estreno de la sinfonía completa se celebró el 25 de marzo de 1879 en Praga con la interpretación de la Orquesta "Filharmonie" de Praga bajo la dirección de Adolf Cech. Nueve años más tarde la obra se presentó por primera vez ante un público extranjero: el 7 de abril de 1888 el director August Manns la interpretó en el Crystal Palace cerca de Londres.

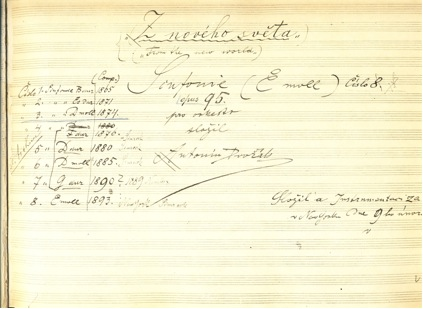
Portada de la Novena de Dvořák (para él n.º 8). A la izquierda se ve la lista de sus sinfonías con la numeración sin tener en cuenta la primera perdida.

La primera publicación tuvo lugar fue llevada a cabo en 1888 por la editorial N. Simrock en Berlín. Es la quinta de las nueve sinfonías de Dvořák, aunque durante mucho tiempo fue considerada la tercera. Llama la atención el elevado número de opus que no se corresponde con la fecha de finalización de esta composición, al igual que ocurre con otras obras del maestro checo. La explicación estriba en que Dvořák tardó en decidirse a publicar sus sinfonías y su editor inició el uso arbitrario de los números de opus así como la numeración de las sinfonías, una práctica que causó mucha confusión en años posteriores. Otras confusiones en la numeración de la producción sinfónica de Dvořák se deben a que el compositor creía perdida su primera sinfonía y numeró el resto por fecha de composición del 1 al 8. Por lo tanto, para Dvořák esta obra era su cuarta sinfonía, cuando en realidad es la quinta por orden cronológico tras la recuperación de la primera sinfonía perdida. 
Cuando el compositor se lanzó a publicar, vieron la luz las que hoy conocemos como Sinfonía n.º 6 en re mayor y Sinfonía n.º 7 re menor, como la n.º 1 y n.º 2. Visto el éxito que habían obtenido las obras anteriores, el compositor dio a la imprenta esta sinfonía. Simrock, que era un astuto hombre de negocios, sabía perfectamente que las obras con números de opus más altos se venderían mejor que las de números más bajos porque daba la impresión de que se trataba de una obra totalmente nueva. Dvořák quería publicarla como Sinfonía n.º 4 Op. 24, pero fue publicada como la Sinfonía n.º 3 Op. 76 y no fue renumerada como Sinfonía n.º 6 Op. 76 hasta mediados del siglo XX por el estudioso de Dvořák Otakar Šourek, cuando las sinfonías anteriores fueron reconocidas como parte legítima de su canon. La dedicatoria que figura en la partitura revisada en octubre de 1887 es para el célebre director de orquesta Hans von Bülow, que ya había sido un gran promotor de las obras del compositor en el extranjero durante la década de 1870.

## Instrumentación
La partitura está escrita para una orquesta formada por:
- Viento madera: 2 flautas, 2 oboes, 2 clarinetes, 1 clarinete bajo, 2 fagotes.
- Viento metal: 4 trompas, 2 trompetas, 3 trombones.
- Percusión: timbales, triángulo.
- Cuerda: una sección de cuerdas con violines I y II, violas, violonchelos y contrabajos.

## Estructura y análisis
La sinfonía consta de cuatro movimientos:
- I. Allegro ma non troppo, en fa mayor 2
4
- II. Andante con moto, en la menor 3
8
- III. Andante con moto, quasi l'istesso tempo – Allegro scherzando, en si bemol mayor – re bemol mayor 3
8
- IV. Finale. Allegro molto, en la menor – fa mayor 4
4

La interpretación de la obra dura aproximadamente 40 minutos. Es la culminación de sus primeras sinfonías hasta la fecha, lo que indica la evolución gradual de su lenguaje musical, y también el inicio de la serie que finalmente sería reconocida como las obras maestras sinfónicas de Dvořák. Se trata de una obra madura, a pesar de una cierta falta de unidad en su expresión, derivada del contraste entre el tenor dramático del Finale y el estado de ánimo más comedido de los movimientos anteriores. Demuestra una mejora significativa en su esfuerzo por comprender la disposición formal de los movimientos individuales y su capacidad para articular el material temático dentro de ellos. En esta pieza Dvořák se convirtió en uno de los primeros compositores que logró restablecer la estructura de la sinfonía clásica, aparentemente relegada al pasado para darle un enfoque renovado y moderno.

### I.Allegro ma non troppo
El primer movimiento, Allegro ma non troppo, está escrito en la tonalidad de fa mayor, en compás de 2/4 y sigue la forma sonata. Se abre de forma pausada con un tema arpegiado para dos clarinetes. Se caracteriza por su tonalidad pastoral y anticipa así el principio del llamado periodo eslavo de Dvořák. Su atmósfera está determinada por el tema principal que, de acuerdo con la tradición clásica, se crea "meramente" a partir de una figura de acordes rotos. No obstante, la invención del compositor le otorga un carácter distintivo que perdura en la memoria, sobre todo gracias a su ritmo pegadizo. El tema inicial vuelve a dominar la sección de desarrollo. En el transcurso del movimiento, el tema se expone con frecuencia en las suaves maderas, lo que subraya el carácter natural y lírico de todo el Allegro. Se cierra con una apacible coda.

### II.Andante con moto
El segundo movimiento, Andante con moto, está en la menor y en compás de 3/8. Se podría describir como un nocturno que se acerca en carácter a los numerosos dumky de Dvořák, a pesar de la ausencia de una sección animada contrastante. La pieza está dominada por un tema de violonchelo lastimero y melancólico, marcado "espressivo e dolente" (expresivo y doliente). La progresión melódica introductoria del tema principal recuerda al inicio del Concierto para piano n.º 1 de Chaikovski. El maestro checo no debía estar familiarizado con este concierto, ya que el compositor ruso lo había terminado sólo unos meses antes y su estreno en Estados Unidos tuvo lugar después de la finalización de esta sinfonía. Dvořák varía de forma continua la melodía del tema, jugando con la figura de apertura y derivando de ella nuevas figuras de acompañamiento. Al final del Andante en la partitura figura la indicación: "Pausa muy breve y sigue recto". Sin pausa, casi attacca, la música entra en una transición hacia el Scherzo.

### III.Andante con moto, quasi l'istesso tempo – Allegro scherzando
El tercer movimiento, Andante con moto, quasi l'istesso tempo – Allegro scherzando, está en si bemol mayor que en el trío pasa a re bemol mayor y el compás vuelve a ser 3/8. Está formado por una breve introducción seguida de un scherzo. La introducción, marcada Andante con moto, quasi l'istesso tempo, retoma el ambiente de la sección anterior, lo cual acentúa la sucesión casi seguida de ambos movimientos. Se trata de un fenómeno poco habitual en Dvořák, que sólo se da en sus grandes obras orquestales como en su Concierto para violín. El scherzo, marcado Allegro scherzando, es una pieza vivaz, llena de color y de contrastes deliciosamente inesperados. Responde a una forma ternaria de tipo A–B–A que evoca las Danzas eslavas, con su atmósfera jovial y su enardecedora vitalidad. Se caracteriza por una marcada rítmica que sólo se suaviza por un momento en la parte central.

### IV.Finale.Allegro molto
El cuarto y último movimiento, Finale. Allegro molto, está en la menor que luego pasa a fa mayor y el compás es 4/4. Arranca en la tonalidad "equivocada" de la menor, ya que no retoma la tonalidad inicial como es lo habitual. Cuando la música, pasados más de cincuenta compases, se desplaza a la tónica de fa mayor, el efecto es sorprendente y dramático. El Finale, con su impactante expresión dramática que anticipa la sombría atmósfera de la Sinfonía n.º 7, es uno de los ejemplos más poderosos de la escritura orquestal de Dvořák. Su inusual cualidad reside en su reticencia a anclarse en la tonalidad fundamental de fa mayor. La pugna entre ambas tonalidades persiste durante prácticamente todo el Finale y sólo se gana de forma convincente al final de la obra. Las reminiscencias del tema de apertura del Allegro inicial concluyen el Finale, que no sólo es el mejor movimiento de la obra, sino uno de los movimientos sinfónicos más destacados de Dvořák.

## Recepción de la obra
El director Hans von Bülow, dedicatario de la pieza, respondió a la dedicatoria en una carta fechada el 25 de noviembre de 1887:

«¡Estimado maestro! La dedicatoria de usted –junto a Brahms, el compositor más bendecido de nuestro tiempo– es para mí un honor mayor que cualquier gran cruz de cualquier príncipe. Con mi más sincero agradecimiento acepto este honor. Su sinceramente devoto admirador, Hans von Bülow.»

Tras el estreno londinense en 1888, el compositor y periodista musical británico Charles Barry describió la interpretación de la sinfonía en una carta a Dvořák:

«¡Querido amigo! Tengo el placer de ser el primero (creo) en decirle que su Sinfonía Op. 76 fue espléndidamente interpretada ayer, y muy calurosamente recibida. [...] El último movimiento, sin menospreciar los demás, es una gran inspiración, escrita de forma magistral.»